# Sara Goffi
Sara Goffi (* 25. Juli 1981 in Gavardo) ist eine ehemalige italienische Schwimmerin. Sie gewann bei Europameisterschaften auf der 50-Meter-Bahn eine Silbermedaille.

## Sportliche Karriere
Im März 2000 bei den Kurzbahnweltmeisterschaften in Athen erreichte Sara Goffi mit der italienischen 4-mal-200-Meter-Freistilstaffel den sechsten Platz. Anfang Juli 2000 fanden in Helsinki die Europameisterschaften 2000 statt. Die Rumäninnen gewannen die 4-mal-200-Meter-Freistilstaffel und hatten im Ziel fast fünf Sekunden Vorsprung vor Luisa Striani, Cecilia Vianini, Sara Parise und Sara Goffi, die ihrerseits nur 0,16 Sekunden vor den Französinnen anschlugen. Für ihren Einsatz im Vorlauf erhielt auch Elena Carcarino eine Silbermedaille. Goffi startete auch über 400 Meter Freistil, wo sie als 13. der Vorläufe ausschied. Bei den olympischen Schwimmwettbewerben in Sydney schwamm Goffi über 400 Meter Freistil die 28. Vorlaufzeit von 39 Teilnehmerinnen. Die 4-mal-200-Meter-Freistilstaffel mit Sara Parise, Cecilia Vianini, Luisa Striani und Sara Goffi schlug als Siebte an.
Bei den Mittelmeerspielen 2001 in Tunis wurde die italienische 4-mal-200-Meter-Freistilstaffel mit Luisa Striani, Sara Goffi, Veronica Massari und Cecilia Vianini Dritte hinter den Spanierinnen und den Griechinnen. 2002 erreichte Goffi mit der 4-mal-200-Meter-Freistilstaffel das Finale bei den Europameisterschaften in Berlin, im Endlauf wurde die Staffel disqualifiziert. Im Jahr darauf nahm Sara Goffi an der Universiade in Daegu teil. Sie wurde Siebte über 400 Meter Freistil, Achte mit der 4-mal-100-Meter-Freistilstaffel und Sechste mit der 4-mal-200-Meter-Freistilstaffel.
Sara Goffi schwamm für den Verein Avangarda Desenzano. Sie gewann sieben nationale Meistertitel allein und weitere 18 mit Staffeln. 2000 wurde sie mit dem Verdienstorden der Italienischen Republik ausgezeichnet.